# Беккер, Борис Израилевич
Борис Израилевич Беккер (1929—2011) — советский и российский актёр театра и кино, заслуженный артист России (1993).

## Биография
Борис Беккер родился 30 мая 1929 года в Ленинграде.
В 1952 году окончил Ленинградский театральный институт имени А. Н. Островского. По окончании института работал в Петрозаводском музыкально-драматическом театре, с 1961 года работал в театре «Ленком»
Борис Беккер скончался 5 февраля 2011 года. Похоронен на Востряковском кладбище.

## Признание и награды
- Заслуженный артист Российской Федерации (1993)[1]
- Орден Дружбы (2000)[5]

## Творчество

### Роли в театре

#### Ленком
«1984»  – Дорогая Памела

### Фильмография
- 1976 — 12 стульев — Яков Менелаевич, администратор театра «Колумб»
- 1985 — Дорогая Памела — Сол Бозо
- 1989 — Вход в лабиринт — Ной Маркович Халецкий, эксперт-криминалист
- 1991 — Непредвиденные визиты — Семён Осипович
- 1993 — Поминальная молитва — Войцек
- 1993 — Тюремный романс
- 2005 — Королевские игры — епископ Фишер